# Futebol Clube Paços de Ferreira 2014-2015
Questa voce raccoglie le informazioni riguardanti il Paços de Ferreira nelle competizioni ufficiali della stagione 2014-2015.

## Divise e sponsor
| Casa | Portiere |

## Rosa
| N. |                          | Ruolo | Calciatore        |
| -- | ------------------------ | ----- | ----------------- |
| 3  | Brasile (bandiera)       | D     | Flávio Boaventura |
| 4  | Portogallo (bandiera)    | C     | Romeu             |
| 5  | Brasile (bandiera)       | D     | Rafael            |
| 10 | Portogallo (bandiera)    | C     | Sérgio Oliveira   |
| 11 | Guinea-Bissau (bandiera) | A     | Cícero            |
| 13 | Brasile (bandiera)       | D     | Jaílson           |
| 17 | Portogallo (bandiera)    | C     | Vasco Rocha       |
| 19 | Capo Verde (bandiera)    | D     | Ricardo           |

| N. |                       | Ruolo | Calciatore        |
| -- | --------------------- | ----- | ----------------- |
| 20 | Portogallo (bandiera) | C     | Sérgio Oliveira   |
| 22 | Portogallo (bandiera) | D     | Hélder Lopes      |
| 26 | Brasile (bandiera)    | P     | Fernando Neto     |
| 29 | Portogallo (bandiera) | C     | Minhoca           |
| 30 | Ghana (bandiera)      | A     | Barnes Osei       |
| 41 | Portogallo (bandiera) | A     | Bruno Moreira     |
| 45 | Portogallo (bandiera) | P     | António Filipe    |
| 81 | Portogallo (bandiera) | C     | Manuel José       |
| 96 | Portogallo (bandiera) | C     | Filipe Anunciação |